# Pintor de los centauros
El Pintor de los centauros fue un pintor ático de vasos del estilo de figuras negras. Estuvo activo en Atenas a mediados del siglo VI a. C. y cuenta entre los últimos Pequeños maestros.
Fue llamado así por la frecuente representación de centauros en sus vasos con este nombre convenido. Pintó sus obras principalmente con caballos y criaturas míticas como centauros y sátiros. Representó a sus criaturas vívidamente, pero también con cierto nerviosismo. A diferencia de la mayoría de los demás pintores de vasos, no decoraba las asas con palmetas.